# 모하메드 사만디
모하메드 사만디(Mohamed Samandi, 1986년 8월 13일~)는 튀니지의 플뢰레 펜싱 선수이다. 그는 2012년 하계 올림픽 당시 남자 플뢰레 개인전에 출전하였으나, 32강에서 이탈리아의 안드레아 카사라에 7-15로 패하며 탈락하였다.